# Heinkel HE 57
L'Heinkel HE 57 Heron era un aereo anfibio monomotore a scafo centrale monoplano ad ala alta realizzato dall'azienda tedesca Ernst Heinkel Flugzeugwerke nel 1930.
Destinato al servizio di trasporto passeggeri di linea, non riscosse l'attenzione del mercato civile e il progetto venne abbandonato dopo un solo esemplare costruito.

## Storia del progetto
Alla fine degli anni venti Ernst Heinkel, titolare dell'azienda aeronautica da lui fondata, ritenne di entrare nel mercato dell'aviazione da trasporto leggero con un nuovo modello di costruzione interamente metallica e che potesse operare sia dalle normali piste aeroportuali che dalla superficie acquatica.
Il progetto prevedeva una configurazione classica, un monomotore a scafo centrale e galleggianti equilibratori con configurazione alare monoplana. Il prototipo venne ultimato nel 1930 ma alla prima prova di volo, effettuata nell'aprile dello stesso anno, non riuscì a staccarsi dalla superficie dell'acqua. Nei mesi seguenti il velivolo fu sottoposto ad una profonda revisione per ovviare ai difetti riscontrati e nel dicembre successivo venne portato finalmente in volo per la prima volta con successo.
Nel maggio 1931 il velivolo, al quale venne assegnata la designazione aziendale HE 57 Heron, venne sottoposto al vaglio della commissione aerea che lo giudicò idoneo assegnandogli la matricola D-2067.
Venne successivamente esposto allo Stockholm International Aero Show di quello stesso anno non ottenendo però alcuna commissione.

## Impiego operativo
L'esemplare venne acquistato dalla Deutsche Verkehrsfliegerschule (DVS), l'organizzazione paramilitare di copertura per l'addestramento dei futuri piloti della Luftwaffe, per una somma pari a 12 600 Reichsmark. La DVS lo utilizzò fino al 30 luglio 1937, data in cui fu oggetto di un incidente ed avviato alla rottamazione per i danni riportati.

## Utilizzatori
Germania
 Germania
- Deutsche Verkehrsfliegerschule (DVS)